# Kampen om hans hjärta
Kampen om hans hjärta är en svensk dramafilm från 1916 i regi av Mauritz Stiller. I huvudrollerna ses Richard Lund och Karin Molander.

## Om filmen
Filmen premiärvisades 8 augusti 1916 på biograf Cosmorama i Göteborg. Filmen spelades in vid Svenska Biografteaterns ateljé på Lidingö med exteriörer från Saltsjöbaden av Henrik Jaenzon. Som förlaga har man journalisten Georg Wiinblads filmmanus som Stiller har följt utan några större ändringar.  

## Rollista i urval
- Richard Lund - Robert Walter, skådespelare
- Karin Molander - Emma Reuter
- Märta Halldén - Nora von Reimers
- Anna Diedrich - Augusta Daniels, kopplerska
- Erik Stocklassa - Förföraren